# Patinação artística nos Jogos Asiáticos de Inverno de 2011 - Individual masculino
A competição individual masculino da patinação artística na Jogos Asiáticos de Inverno de 2011 foi realizada no Alatau Sports Palace, em Astana, Cazaquistão. O programa curto foi disputado no dia 3 de fevereiro e a patinação livre no dia 4 de fevereiro.

## Medalhistas
| Ouro   | KAZ Denis Ten     |
| Prata  | JPN Takahito Mura |
| Bronze | CHN Song Nan      |

## Resultados
| Pos.              | Nome              | Nacionalidade   | Pontos | PC         | PL         |
| ----------------- | ----------------- | --------------- | ------ | ---------- | ---------- |
| Medalha de ouro   | Denis Ten         | Cazaquistão     | 208.89 | 76.22 (1)  | 132.67 (3) |
| Medalha de prata  | Takahito Mura     | Japão           | 206.88 | 67.78 (3)  | 139.10 (1) |
| Medalha de bronze | Song Nan          | China           | 201.10 | 66.54 (4)  | 134.56 (2) |
| 4                 | Tatsuki Machida   | Japão           | 187.84 | 71.58 (2)  | 116.26 (6) |
| 5                 | Wu Jialiang       | China           | 183.82 | 54.53 (8)  | 129.29 (4) |
| 6                 | Misha Ge          | Uzbequistão     | 177.36 | 53.97 (9)  | 123.39 (5) |
| 7                 | Abzal Rakimgaliev | Cazaquistão     | 170.81 | 56.43 (6)  | 114.38 (7) |
| 8                 | Ri Song-Chol      | Coreia do Norte | 165.42 | 56.25 (7)  | 109.17 (8) |
| 9                 | Kim Min-Seok      | Coreia do Sul   | 164.42 | 58.09 (5)  | 106.33 (9) |
| 10                | Shih Wun-Chang    | Taipé Chinesa   | 125.60 | 44.62 (10) | 80.98 (11) |
| 11                | Lee Hau Yin       | Hong Kong       | 124.57 | 41.03 (11) | 83.54 (10) |
| 12                | Maverick Eguia    | Filipinas       | 108.32 | 33.43 (13) | 74.89 (12) |
| 13                | Ryan Yee          | Malásia         | 103.56 | 37.25 (12) | 66.31 (13) |
| 14                | Karn Luanpreda    | Tailândia       | 71.49  | 23.22 (14) | 48.27 (14) |

Legenda
| Recorde mundial      | Recorde mundial (World record)               |                       | Recorde africano                      | Recorde africano (African) |                                           | Q | Classificado por posição (Qualified) |
| Recorde olímpico     | Recorde olímpico (Olympic record)            | Recorde da América    | Recorde da América (Americas)         | q                          | Classificado por melhor tempo (Qualified) |   |                                      |
| Melhor marca do ano  | Melhor marca do ano (World leading)          | Recorde asiático      | Recorde asiático (Asian)              | DNS                        | Não largou (Did not start)                |   |                                      |
| Recorde nacional     | Recorde nacional (National record)           | Recorde europeu       | Recorde europeu (European)            | DNF                        | Não terminou (Did not finish)             |   |                                      |
| Recorde pessoal      | Recorde pessoal do atleta (Personal best)    | Recorde da Oceania    | Recorde da Oceania (Oceania)          | DSQ / DQ                   | Desclassificado (Disqualified)            |   |                                      |
| Recorde da temporada | Recorde da temporada do atleta (Season best) | Recorde sul-americano | Recorde sul-americano (South America) | NM                         | Sem marca (No mark)                       |   |                                      |